# Katerine Savard
Pour les articles homonymes, voir Savard.
Katerine Savard, née le 26 mai 1993 à Pont-Rouge, est une nageuse canadienne.

## Biographie
Née à Pont-Rouge, près de Québec, elle est la fille de Mario Savard et Linda Girard. Elle commence la natation compétitive à l'âge de 9 ans. Elle étudie d'abord à l'école secondaire La Camaradière au programme sports-études, au Cégep de Sainte-Foy en sciences humaines puis à l'Université de Montréal en éducation préscolaire et primaire.
Elle fait premièrement partie du club de natation Unik de Pont-Rouge. Déjà remarquée, elle y obtient le Méritas de la relève. Elle est ensuite membre du club de natation Cap-Rouge-St-Augustin-Québec à partir de 2006, passant du statut de relève à celui d'excellence senior international. En 2014, elle rejoint le club de natation CAMO de Montréal.
En 2020, elle interprète le rôle de la nageuse éponyme dans le film Nadia, Butterfly, en sélection officielle au Festival de Cannes 2020 (qui ne s'est pas déroulé).

## Carrière
Elle commence sa carrière internationale en 2010 par les Championnats Pan Pacifiques de Irvine au USA. Elle n'aura pas eu le temps de faire d'équipe junior étant déjà dans l'équipe senior à 16 ans. Elle fera ensuite ses 1ers Jeux du Commonwealth à Delhi en Inde en 2010 puis ses 1ers Championnats du monde en petit bassin à Dubai au UAE toujours en 2010. En 2011, elle obtiendra son billet pour ses 1ers Championnats du Monde en grand bassin à Shanghai en Chine, En 2012, à ses 1ers Jeux olympiques de Londres, elle prend part au 100 m papillon et termine à la 16e position, au 200m papillon avec le dernier temps des demi-finales, elle prend part au relais 4 × 100 m 4 nages terminant, elle fera ensuite ses 2e  Championnats du monde en petit bassin en 2012 à Istanbul en Turquie. En 2013, aux Championnats du monde de Barcelone, elle atteint la finale du 100 m papillon et termine cinquième, 15e au 200m papillon et 7e au relais 4 × 100 m 4 nages. Elle fera aussi en 2013 les Championnats mondiaux Universitaires où elle obtiendra l'or au 100m papillon avec le record des Jeux, l'argent au 50 m papillon, la 4e au 200m papillon et la 4e au relais 4 × 100 m 4 nages. En 2014, elle participe à se 2e Jeux du Commonwealth où elle gagne la médaille d'or et remporte le record des Jeux de même qu'un médaille de bronze au relais 4 × 100 m 4 nages. Elle participe aussi à Gold Coast en Australie en 2014 ses 2e Jeux Pan Pacifiques où elle termine 5e au 10m papillon et 7e au 200m papillon, elle remporte aussi la médaille de bronze au 4 × 100 m 4 nages. En 2016, à ses 2e Jeux olympiques de Rio, elle prend part au 200 m nage libre, arrive 15e et décroche la médaille de bronze avec son équipe (Penny Oleksiak, Taylor Ruck et Britanny MacLean) au relais 4 × 200 m libre. Elle participe ensuite en 2016 aux Championnats du monde en petit bassin à Windsor en Ontario et devient la nageuse ayant nagée le plus de course lors d'une seule compétitons internationales en nageant le 50m papillon (5e) le 100m papillon (4e), 200m papillon (7e), 200m libre (6e) et gagne le bronze au relais 4 × 100 m 4 nages, l'argent au relais 4 × 2 000 m libre et l'or au relais 4 × 200 m libre. En 2017, elle participe aux Championnats mondiaux Universitaire où elle termine 4e au 100m libre, 6e au 200m libre, 7e au 50 papillon, 7e au 100m papillon et gagne la médaille d'or au relais 4 × 100 m libre et termine 5e au relais 4 × 200 m libre et au relais 4 × 100 m 4 nages. En 2019, elle participe à ses 2e Jeux Pan Américains où elle termine 7e au 200m libre et remportera la médaille d'argent au relais 4 × 200 m libre et celle de bronze au relais 4 × 100 m libre. À la suite de cela, Katerine Savard se taille une place dans l'équipe canadienne de natation pour les Jeux olympiques de Tokyo en juillet 2021. Elle terminera 16e au 100m papillon et 4e au relais 4 × 200 m libre. Savard gagne ensuite en 2021 l'or au 4 × 200 m libre, l'or au 4 × 100 m libre, l'or au relais 4 × 50 m libre mixte et l'argent au relais 4 × 100 m 4 nages aux Championnats mondiaux en petit bassin à Abou Dhabi. Les nageuses ont battu le record des Amériques au 4 × 200 m libre avec un temps de 7 minutes 32,96 secondes. 2022 n'est pas en reste puisqu'elle a participé aux Championnats du monde de Budapest en terminant 11e au 100 m papillon, 13e au 50m papillon et a remporté l'argent au relais 4 × 100 m libre et le bronze au relais 4 × 200 m libre, devenant la première athlète en natation à remporter une médaille à toutes les grandes compétitions internationales. Elle s'est ensuite dirigée vers Birmingham en Grande Bretagne afin de participer à ses 3e Jeux du Commonwealth 2022 où elle a nagé le 100m libre (8e), le 50m papillon (8e), le 100m papillon (5e) et obtenu l'argent au relais 4 × 200 m libre et le bronze au relais 4 × 100 m libre.

## Palmarès

### Jeux olympiques
- Jeux olympiques d'été de 2016 à Rio de Janeiro (Brésil) :
  -  : médaille de bronze au relais 4 × 200 m nage libre

### Championnats du monde

#### Grand bassin
- Championnats du monde 2022 à Budapest (Hongrie)[6]
  -  médaille d'argent au relais 4 × 100 m libre (participe uniquement aux séries)
  -  médaille de bronze au relais 4 × 200 m libre (participe uniquement aux séries)
- Championnats du monde 2024 à Doha (Qatar)
  -  médaille de bronze au relais 4 × 100 m libre
  -  médaille de bronze au relais 4 × 100 m quatre nages (participe uniquement aux séries).

#### Petit bassin
- Championnats du monde 2016 à Windsor (Canada)[6]
  -  Médaille d'or au relais 4 × 200 m libre
  -  médaille d'argent au relais 4 × 100 m 4 nages
  -  médaille de bronze au relais 4 × 50 m libre mixte
- Championnats du monde 2021 à Abou Dabi (Émirats Arabes Unis)[7]
  -  Médaille d'or au relais 4 × 100 m libre
  -  Médaille d'or au relais 4 × 200 m libre
  -  Médaille d'or au relais 4 x 50 m mixte libre
  -   médaille d'argent au relais 4 × 100 m 4 nages

### Championnats pan-pacifiques
- Championnats pan-pacifiques 2014 à Gold Coast (Australie) :
  -  : médaille de bronze au relais 4 × 100 m quatre nages

### Jeux du Commonwealth
- Jeux du Commonwealth de 2014 à Glasgow (Écosse) :
  -  : médaille d'or et record au 100 m papillon
  -  : médaille de bronze au relais 4 × 100 m quatre nages
- Jeux du Commonwealth de 2022 à Birmingham (GBR) :
  -  : médaille d'argent au relais 4 × 200 m libre
  -  : médaille de bronze au relais 4 × 100 m libre

### Jeux panaméricains
- Jeux panaméricains de 2015 à Toronto (Canada) :
  -  : médaille d'or au relais 4 × 100 m en nage libre
  -  : médaille de bronze au 100 m papillon
  -  : médaille de bronze au relais 4 × 200 m en nage libre
- Jeux panaméricains de 2019 à Lima (Pérou) :
  -  : médaille d'argent au relais 4 × 200 m en nage libre
  -  : médaille d'argent au relais 4 × 100 m en quatre nages
  -  : médaille de bronze au relais 4 × 100 m en nage libre

### Championnats mondiaux Universitaire
- Championnats mondiaux universitaire de 2013 à Kazan (Russie)[8]
  - : médaille d'or et record au 100 m papillon
  -  : médaille d'argent au 50 m papillon
- Championnats mondiaux universitaire de 2017 à Taipei (Taïwan)[9]
  - : Médaille d'or relais au relais 4 × 100 m libre